# Huguette Béolet
Huguette Béolet (* 13. Dezember 1919) ist eine ehemalige französische Tischtennisnationalspielerin. Sie gehörte in den 1940er und 1950er Jahren zu den besten Spielerinnen Frankreichs.
Béolet gewann bei den nationalen französischen Meisterschaften neun Titel, davon einen im Einzel (1950), fünf im Doppel (1937, 1943, 1944, 1948, 1952) und drei jeweils mit Alexandre Agopoff im Mixed (1949–1951).  Sie nahm von 1948 bis 1955 an sechs Weltmeisterschaften teil. 1949 holte sie mit der französischen Damenmannschaft Bronze.
In der ITTF-Weltrangliste belegte sie 1951 Platz neun.

## Turnierergebnisse
| Verband | Veranstaltung     | Jahr | Ort       | Land | Einzel     | Doppel    | Mixed     | Team |
| ------- | ----------------- | ---- | --------- | ---- | ---------- | --------- | --------- | ---- |
| FRA     | Weltmeisterschaft | 1955 | Utrecht   | NED  | letzte 128 | letzte 32 | letzte 64 |      |
| FRA     | Weltmeisterschaft | 1954 | Wembley   | ENG  | letzte 32  | letzte 32 | letzte 32 |      |
| FRA     | Weltmeisterschaft | 1951 | Wien      | AUT  | letzte 64  | letzte 32 | letzte 32 | 11   |
| FRA     | Weltmeisterschaft | 1950 | Budapest  | HUN  | letzte 32  | letzte 16 | letzte 32 | 5    |
| FRA     | Weltmeisterschaft | 1949 | Stockholm | SWE  | letzte 16  | letzte 16 | letzte 16 | 3    |
| FRA     | Weltmeisterschaft | 1948 | Wembley   | ENG  | letzte 16  | letzte 32 | Scratched | 5    |